# مارکو برشیانینی
مارکو برشیانینی (انگلیسی: Marco Brescianini؛ زادهٔ ۲۰ ژانویهٔ ۲۰۰۰) بازیکن فوتبال اهل ایتالیا است.
از باشگاه‌هایی که در آن بازی کرده‌است می‌توان به باشگاه فوتبال آ.ث. میلان اشاره کرد.
وی همچنین در تیم ملی فوتبال زیر ۲۱ سال ایتالیا بازی کرده‌است.